# Juntas Provinciales de Extinción de Animales Dañinos y Protección de la Caza
Les Juntas Provinciales de Extinción de Animales Dañinos y Protección de la Caza (també conegudes com a Juntas de extinción de alimañas) (castellà) eren unes institucions creades el 1953 per decret del Ministeri d'Agricultura del govern de la dictadura franquista. Amb l'ànim de protegir els interessos econòmics i productius de les grans caces privades i públiques i en mesura menor la ramaderia dels suposats danys d'animals predadors tota una sèrie d'animals considerats com nocius van ser bandejats. Les juntes recompensaven la gent per lliurar-ne una part del cos o el cos sencer d'un animal considerat perjudicial. Aquesta política té antecedents molt anteriors. Hi ha constància d'una llei del 1542 per Carles V per ordenar la caça al llop i atorgar premis per cada llop matat. Des de la segona meitat del segle xx, científics van adonar-se que aquesta mena de política va conduir a la quasi extensió de moltes espècies, avui dia protegides.
Com que els altres animals «nocius» ja eren més rars, el guineu vermell va ser l'enemic número ú. Segons un calcul a una Memòria del 1958, la Junta de Guadalajara, per explicar la utilitat econòmica de la seva feina, estimava els «danys» a la caça d'un guineu, per devorar en un any una mitjana de 26 perdius i 78 conills, una perdua de 1616 pessetes d'aleshores, que serien uns 300 euros per guineu per any del 2016. Només vint províncies va crear la seva junta: Àvila, Badajoz, Càceres, Ciudad Real, Còrdova, Conca, Granada, Guadalajara, Osca, Jaén, Lleó, Lugo, Madrid, Oviedo, Palència, Salamanca, Santander, Sòria, Toledo i Terol. Les d'Alacant, Tarragona i Valladollid eren en constitució el 1961, però mai no esdevindràn efectiues. La funció d'alimañero (castellà per caçador de feristela) era prestigiosa i la seva feina una important font d'ingressos al medi rural d'antany. De 1953 a 1962, les juntes van contribuir a la mort de 1470 llops, 53.754 guineus, 3.479 gats salvatges, 1.207 àguiles daurades o reials, 10.161 milans, 1.038 mussols, 1.339 toixons, 104.966 garses, 91 llúdrigues o 18.733 llangardaixos. Aquest nombre és sotsestimat, les víctimes van ser molt més nombroses, com que tots els animals exterminats no eren registrats i no es comptaven els ous destruïts dels rapinyaires. Indirectament, aquestes mesures van contribuir a la quasi extinció del voltor comú, un carronyaire, que en menjar «animals nocius» enverinats amb estricnina, s'enverinaven els mateixos i no quedava cap animal per acabar la seva feina de neteja de carronyes.
Les juntes van ser abolides definitivament el 1968. Des de la fi dels anys 1960 el vent va tornar i es va descobrir el paper essencial d'aquestes espècies per a la biodiversitat i els equilibris entre herbívors i carnívors per als ecosistemes. En l'Espanya tardofranquista, el 1966 es va refusar la creació de noves juntes i la nova Llei de caça del 1970 va abolir qualsevol llista negra d'animals nocius i només autoritzar la caça després un estudi previ amb proves dels danys, i sempre limitada a certes zones i períodes. També s'adonava que tenien un paper útil per controlar la població dels rosegadors, que causaven molts danys al conreu. Així per exemple, un factor en l'actual plaga de senglars és l'extinció del llop, un dels seus principals enemics naturals. Amb el canvi de llei no hi va haver prou per estabilitzar el canvi de mentalitat. La persecució durant segles va deixar traces en l'imaginari col·lectiu, com es pot veure, entre d'altres, en la polèmica que suscita la reintroducció de l'os i del llop al Pirineu. Encara avui els anomenats rainyadors susciten odi i por en l'home, i malgrat el progrés del coneixement del seu paper essencial i la protecció legal, es continua posant ceps i llaços i utilitzant verí.
|         | Nom científic           | Nom vulgar                                    | Nombre de víctimes registrades (1954-1962) | Status UICN | estatut |
| ------- | ----------------------- | --------------------------------------------- | ------------------------------------------ | ----------- | ------- |
| au      | Aquila chrysaetos       | àguila daurada, àliga daurada, àguila reial   | 1207                                       | LC          |         |
| au      | Circus aeroginosus      | arpellot de marjal, arpella, milana voltonera | 1357                                       | LC          |         |
| au      | Bubo bubo               | duc, dúgol, brúfol, gaús, mussol comú         | 1038                                       | LC          |         |
| au      | Gyps fulvus             | voltor comú                                   | 989                                        | LC          |         |
| au      | Aegypius monachus       | voltor negre                                  | 2                                          | NT          |         |
| mamífer | Mustela nivalis         | mostela, mostel                               | 2475                                       | LC          |         |
| au      | Corvus corax            | corb                                          | 52421                                      | LC          |         |
| au      | Pyrrhocorax pyrrhocorax | gralla de bec vermell                         | 2278                                       | LC          |         |
| mamífer | Martes foina            | fagina                                        | 361                                        | LC          |         |
| mamífer | Felis silvestris        | gat salvatge                                  | 3479                                       | LC          |         |
| au      | Accipiter nisus         | esparver                                      | 234                                        | LC          |         |
| au      | Corvus frugilegus       | graula                                        | 14700                                      | LC          |         |
| mamífer | Linx pardina            | Linx ibèric                                   | 153                                        | EN          |         |
| mamífer | Canis lupus             | llop                                          | 1470                                       | NT          |         |
| au      | Milvus milvus           | milà reial                                    | 10161                                      | NT          |         |
| mamífer | Lutra lutra             | llúdriga                                      | 104                                        | NT          |         |
| mamífer | Meles meles             | toixó, teixó                                  | 1339                                       | LC          |         |
| au      | Pica pica               | garsa                                         | 104966                                     | LC          |         |
| mamífer | Vulpes vulpes           | guineu roja                                   | 53754                                      | LC          |         |
| rèptil  | Serpentes               | serp                                          | 11062                                      |             |         |
| rèptil  | Lacertilia              | llangardaix                                   | 18733                                      |             |         |
| rèptil  | Viperinae               | escurçó                                       | 85                                         |             |         |